# André Guillard (v. 1495-1568)
Pour les articles homonymes, voir Guillard.
André Guillard (ou Guillart), seigneur du Mortier et de L'Espichelière, est un administrateur et diplomate français, né vers 1495, mort en février 1568.

## Biographie
Il était fils de Charles Guillard (1457-1537), président à mortier au Parlement de Paris de 1508 à 1534, et frère de Louis Guillart († 1561), évêque de Chartres, puis de Chalon. Marié le 5 juin 1516 avec Marie de La Croix, fille de Geoffroy de La Croix († 1514), administrateur financier (trésorier des guerres), il fut le père d'André Guillard du Mortier († 1579) (premier président du Parlement de Bretagne de 1557 à 1570), de Charles Guillart († 1573) (successeur de son oncle Louis comme évêque de Chartres en 1553), et d'Isabeau Guillard, qui épousa René Baillet en 1542.
Conseiller lai au Parlement de Paris reçu en décembre 1519, maître des requêtes de l'hôtel du roi en 1532, conseiller de la ville de Paris en août 1534, conseiller au Parlement de Bretagne en janvier 1535, il fut chargé, entre autres choses, de la rédaction de la coutume du bailliage de Senlis en août 1539. En août 1540, il fut nommé suppléant, comme second président du Parlement de Bretagne, de Julien de Bourgneuf de Cucé, qui exerçait également la charge de vice-chancelier de la province. Élu prévôt des marchands de Paris le 16 août 1542, il exerça cette fonction pendant deux ans. En 1546, il fut envoyé en ambassade à Rome auprès du pape Paul III. Membre du Conseil privé à partir de 1547, il résigna cette année-là sa charge de maître des requêtes en faveur de son fils André, mais il redevint maître des requêtes en juin 1549. Il fut l'un des trois intendants des finances (avec Marc de La Rue et Jean Le Conte) nommés à compter du 1er janvier 1552 par le roi Henri II, exerçant une prééminence comme seul des trois membre du Conseil privé (donc « surintendant des finances » de fait, bien que ce titre n'apparaisse qu'en 1561). Relayé dans cette fonction par Jean d'Avançon vers la fin de 1556, il continua de suivre les affaires financières au Conseil privé. Sous François II, il fit partie du collège des finances mis en place par le cardinal de Lorraine (avec Jean d'Avançon, Michel de Marillac et Jean de Morvilliers). Lui et son frère l'évêque Louis Guillart passaient alors pour des proches de la Maison de Guise. Sous Charles IX, il continua de siéger au Conseil privé où il se montra un proche collaborateur de la reine Catherine de Médicis et du chancelier Michel de l'Hospital.
En 1557, il avait été admis à siéger au Parlement de Paris comme conseiller d'honneur. En janvier 1558, il fut orateur du peuple aux États généraux, et reçut mission du garde des sceaux Jean Bertrand de recueillir les cahiers de doléances.. En avril 1562, il mena une mission de pacification religieuse au Mans, près de ses terres familiales qui se trouvaient à Souligné-sous-Vallon, où il aurait davantage séjourné pendant ses dernières années. Cependant, dans un acte de septembre 1566, il affirme faire encore « ordinairement sa demourance » en sa maison de Paris.